# Бруно Конц
Бруно Якоб Конц (нім. Bruno Jakob Kohnz; 6 жовтня 1914, Охтендунг — 4 квітня 1945, Леобшюц) — німецький офіцер, гауптман вермахту. Кавалер Лицарського хреста Залізного хреста з дубовим листям.

## Біографія
В 1936 році вступив у 80-й піхотний полк. 23 серпня 1939 року переведений в 2-й батальйон 208-го піхотного полку. Учасник Польської і Французької кампаній. З листопада 1940 року служив в 207-му піхотному полку 97-ї легкої піхотної (з 6 липня 1942 року — єгерської) дивізії. Майже всю війну провів на Східному фронті. Відзначився у боях у районі Владикавказу і Туапсе. Був неодноразово поранений. Загинув у бою.

## Нагороди
- Залізний хрест
  - 2-го класу (11 листопада 1939)
  - 1-го класу (17 листопада 1941)
- Медаль «За Атлантичний вал»
- Штурмовий піхотний знак в сріблі
- Сертифікат Пошани Головнокомандувача Сухопутних військ Вермахту (22 січня 1942)
- Почесна застібка на орденську стрічку для Сухопутних військ (1 березня 1942)
- Німецький хрест в золоті (4 вересня 1942)
- Лицарський хрест Залізного хреста з дубовим листям
  - лицарський хрест (21 грудня 1942)
  - дубове листя (№ 207; 6 березня 1943)
- Нагрудний знак ближнього бою
  - в бронзі (3 липня 1944)
  - в сріблі (10 жовтня 1944)
  - в золоті
- Нагрудний знак «За поранення» в золоті